# تشارلز سايمور
تشارلز سايمور (6 فبراير 1855 في المملكة المتحدة - 6 نوفمبر 1934 بونشستر في المملكة المتحدة)  (بالإنجليزية: Charles Seymour)‏ هو لاعب كريكت بريطاني وبريطاني (وحمل سابقاً جنسية المملكة المتحدة لبريطانيا العظمى وأيرلندا). لعب مع نادي مقاطعة هامبشاير للكريكت ‏ ونادي مارليبون للكريكت ‏.

## وصلات خارجية
- تشارلز سايمور على موقع إي آس بي آن كريك إنفو (الإنجليزية)

1. ↑  Joseph Foster (1885), Men-at-the-Bar: A biographical hand-list of the members of the various Inns of Court, including her Majesty's Judges, etc. (بالإنجليزية) (2nd ed.), London, Aylesbury: Joseph Foster, QID:Q19038764